# Hyttån
Hyttån är en sjö i Smedjebackens kommun i Dalarna och ingår i Norrströms huvudavrinningsområde. Sjön har en area på 0,134 kvadratkilometer och ligger 109 meter över havet. Sjön avvattnas av vattendraget Hyttån.

## Delavrinningsområde
Hyttån ingår i det delavrinningsområde (665847-148654) som SMHI kallar för Mynnar i Södra Barken. Medelhöjden är 141 meter över havet och ytan är 4,41 kvadratkilometer. Räknas de 4 avrinningsområdena uppströms in blir den ackumulerade arean 77,52 kvadratkilometer. Hyttån som avvattnar avrinningsområdet har biflödesordning 4, vilket innebär att vattnet flödar genom totalt 4 vattendrag innan det når havet efter 224 kilometer. Avrinningsområdet består mestadels av skog (41 procent), öppen mark (17 procent) och jordbruk (34 procent). Avrinningsområdet har 0,14 kvadratkilometer vattenytor vilket ger det en sjöprocent på 3,1 procent. Bebyggelsen i området täcker en yta av 0,13 kvadratkilometer eller 3 procent av avrinningsområdet.